# Cleora thyris
Cleora thyris är en fjärilsart som beskrevs av Fletcher 1967. Cleora thyris ingår i släktet Cleora och familjen mätare. Inga underarter finns listade i Catalogue of Life.